# 八尾市
八尾市（日语：／ Yao shi */?）位於日本大阪府東部的城市，屬於中核市。轄區位於近畿平原的東部，東側為屬於生駒山地的山區，並與奈良縣相隔。市內擁有大量中小製造企業，製造業的整體營業額在全大阪府中排名第三，僅次於兩個政令指定城市大阪市及堺市。當地特產為毛豆及牛蒡。

## 歷史
過去此地靠近河內湖，為大和川流入河內湖的河口三角洲地帶，適合栽種，因此在彌生時代已有耕作。
現在的八尾市在令制國時代屬於河內國，東部屬於高安郡和河內郡，中部屬於若江郡，西部屬於澀川郡，南部屬於志紀郡和丹北郡。
在6世紀至7世紀期間，曾為物部氏的勢力範圍，14世紀當地豪族在此建立八尾城，並在南北朝时代成為南朝北朝雙方爭奪的據點之一；17世紀初進入江戶時代後，真宗大谷派在此建立大信寺，並在此發展出大規模的寺內町，也成為現在八尾市的主要市區，也因此這些區域在江戶時代大多成為幕府直屬領地，另有部分區域分屬淀藩、狹山藩、沼田藩、小田原藩、高德藩、伯太藩；19世紀末明治維新後，這些區域曾先後隸屬大坂裁判所司農局、大阪府司農局、大阪府南司農局、河內縣、堺縣、淀縣、沼田縣、伯太縣，直到1872年第一次府縣整併後，才全數隸屬堺縣。但在1881年，隨著堺縣被併入大阪府，此地也改隸屬大阪府。
自江戶時代中期後，由於大和川的水利工程產生許多新生土地，這些舊的河床地被用來種植棉花，並大量銷往大坂，因此本地開始發展出棉花相關的的工業；明治時代後，也由於進一步銷往國外帶動本地的發展，但在20世紀初由於開放外國棉花的進口，本地的棉花產業開始落沒。
1889年日本實施町村制，現在的八尾市轄區在當時分屬八尾村、曙川村、西郡村、北高安村、中高安村、南高安村、龍華村、久寶寺村、志紀村、三木本村、太田村、惠我村、三野鄉村共13個行政區劃；八尾村先於1903年改制為八尾町，1948年與周邊的龍華町、久寶寺村、大正町、西郡村合併為八尾市。此後曙川村、高安村、南高安町及三野鄉村、惠我村的部分區域於1955年後也陸續併入八尾市，形成現在的八尾市轄區。
2000年日本開始實施特例市的制度，八尾市在2001年即升格為特例市，2015年由於日本決定取消特例市制度，並調降升格為中核市的門檻，因此2018年八尾市再升格為中核市。

### 變遷表
| 1889年4月1日 | 1889年 - 1926年           | 1889年 - 1926年           | 1926年 - 1944年           | 1945年 - 1954年       | 1955年 - 1988年         | 1989年 - 現在 | 現在   |
| ------------ | ------------------------- | ------------------------- | ------------------------- | --------------------- | ----------------------- | ------------- | ------ |
| 龍華村       | 龍華村                    | 龍華村                    | 1927年6月1日 龍華町       | 1948年4月1日 八尾市   | 1948年4月1日 八尾市     | 八尾市        | 八尾市 |
| 久寶寺村     |                           |                           |                           | 1948年4月1日 八尾市   | 1948年4月1日 八尾市     | 八尾市        | 八尾市 |
| 八尾村       | 1903年8月1日 八尾町       | 1903年8月1日 八尾町       | 1903年8月1日 八尾町       | 1948年4月1日 八尾市   | 1948年4月1日 八尾市     | 八尾市        | 八尾市 |
| 西郡村       |                           |                           |                           | 1948年4月1日 八尾市   | 1948年4月1日 八尾市     | 八尾市        | 八尾市 |
| 三木本村     | 三木本村                  | 1913年7月1日 改名為大正村 | 1913年7月1日 改名為大正村 | 1948年4月1日 八尾市   | 1948年4月1日 八尾市     | 八尾市        | 八尾市 |
| 太田村       | 1913年5月1日 併入三木本村 | 1913年7月1日 改名為大正村 | 1913年7月1日 改名為大正村 | 1948年4月1日 八尾市   | 1948年4月1日 八尾市     | 八尾市        | 八尾市 |
| 曙川村       | 曙川村                    | 曙川村                    | 曙川村                    | 曙川村                | 1955年4月3日 併入八尾市 | 八尾市        | 八尾市 |
| 北高安村     | 北高安村                  | 北高安村                  | 1931年4月1日 高安村       | 1931年4月1日 高安村   | 1955年4月3日 併入八尾市 | 八尾市        | 八尾市 |
| 中高安村     |                           |                           | 1931年4月1日 高安村       | 1931年4月1日 高安村   | 1955年4月3日 併入八尾市 | 八尾市        | 八尾市 |
| 南高安村     | 南高安村                  | 南高安村                  | 南高安村                  | 1953年4月1日 南高安町 | 1955年4月3日 併入八尾市 | 八尾市        | 八尾市 |
| 志紀村       | 志紀村                    | 志紀村                    | 志紀村                    | 志紀村                | 1957年4月1日 併入八尾市 | 八尾市        | 八尾市 |

## 行政

### 歴任市長
| 屆 | 姓名     | 上任日期  | 卸任日期  |
| -- | -------- | --------- | --------- |
| 1  | 脇田幾松 | 1948年5月 | 1963年4月 |
| 2  | 大橋清治 | 1963年4月 | 1975年4月 |
| 3  | 山脇悦司 | 1975年4月 | 1995年4月 |
| 4  | 西辻豐   | 1995年4月 | 1999年4月 |
| 5  | 柴谷光謹 | 1999年4月 | 2007年4月 |
| 6  | 田中誠太 | 2007年4月 | 2019年4月 |
| 7  | 大松桂右 | 2019年4月 | 現任      |

## 交通
轄區南部雖然有八尾機場，但此機場目前並沒有開設民用定期航線，主要作為陸上自衛隊、大阪府警察航空隊、大阪市消防局航空隊的基地使用。
鐵路交通的主要車站為西日本旅客鐵道關西本線的八尾車站和近畿日本鐵道大阪線的近鐵八尾車站。
客運主要依賴近鐵巴士所經營的客運路線。

### 鐵路
- 西日本旅客鐵道
  -  大和路線（關西本線）：（←柏原市） - 志紀車站 - 八尾車站 - 久寶寺車站 - （大阪市）
  -  大阪東線：（←大阪市） - 久寶寺車站
- 近畿日本鐵道
  -  大阪線：（←東大阪市） - 久寶寺口車站 - 近鐵八尾車站 - 河內山本車站 - 高安車站（日语：高安駅） - 恩智車站 - （柏原市→）
  -  信貴線：河內山本車站 - 服部川車站 - 信貴山口車站 - （西信貴鋼索線）
  -  西信貴鋼索線：（信貴線） - 信貴山口車站 - 高安山車站
- 大阪市高速電氣軌道
  -  谷町線：（大阪市平野區） - 八尾南車站

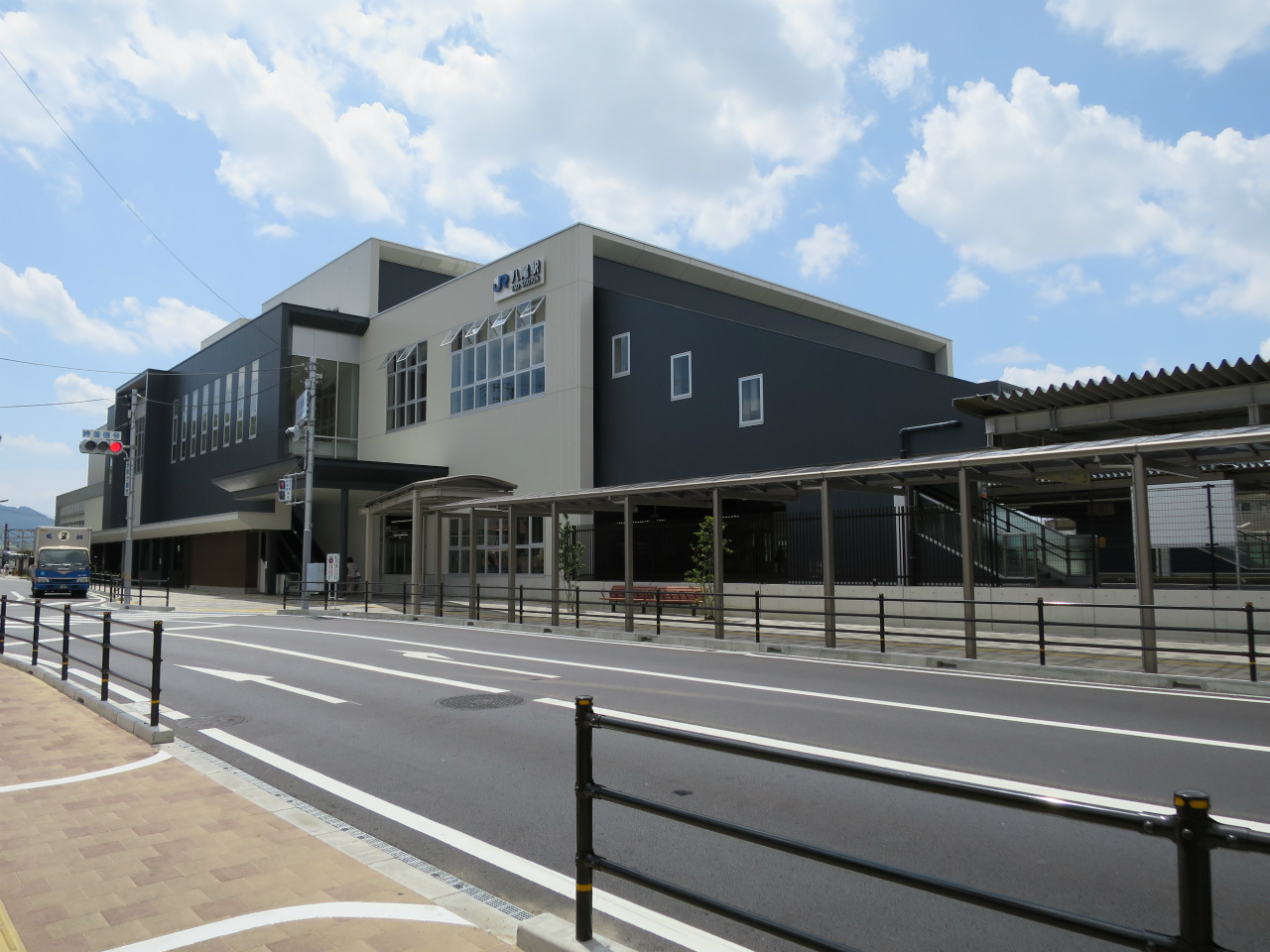
八尾車站
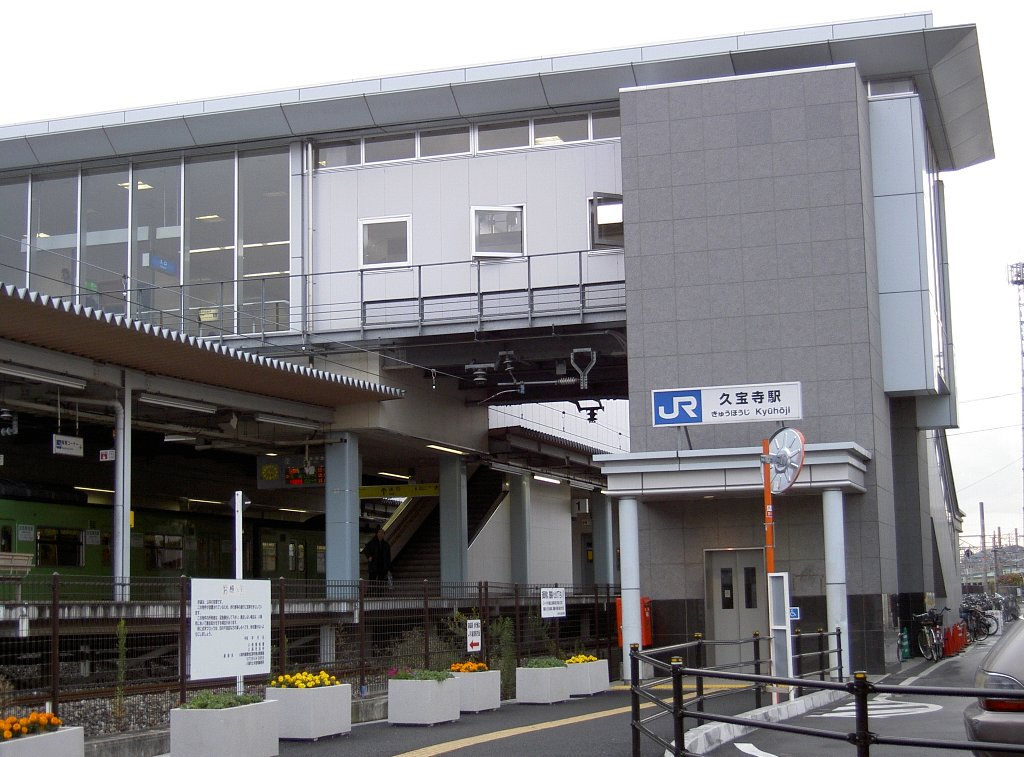
久寶寺車站
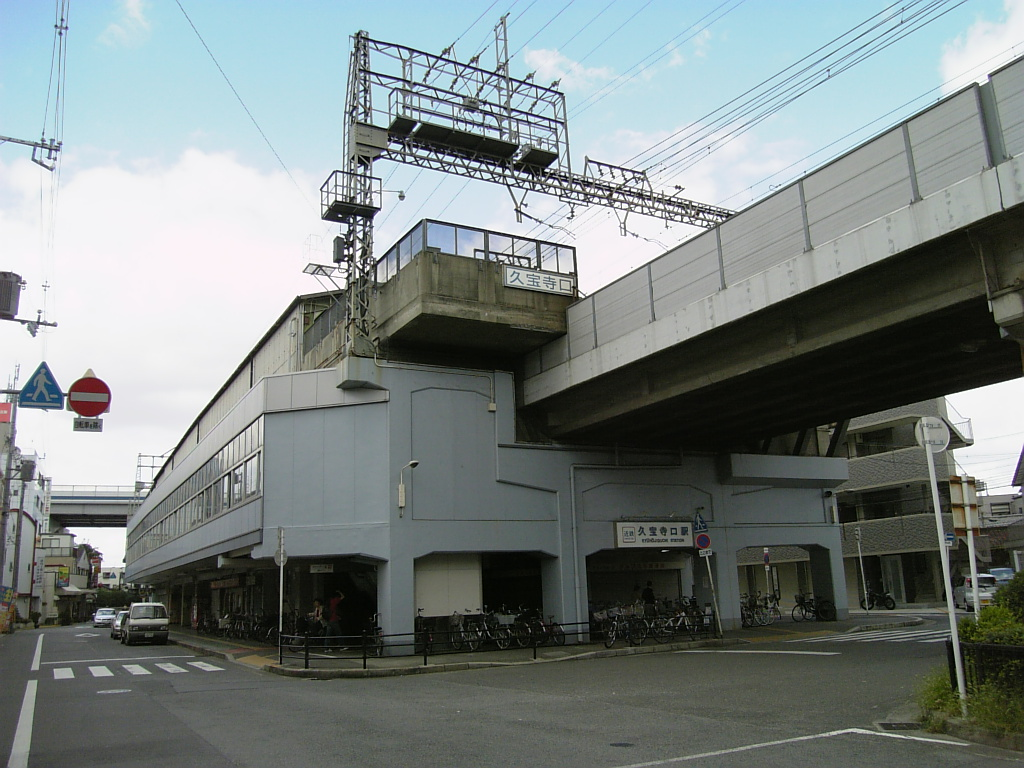
久寶寺口車站
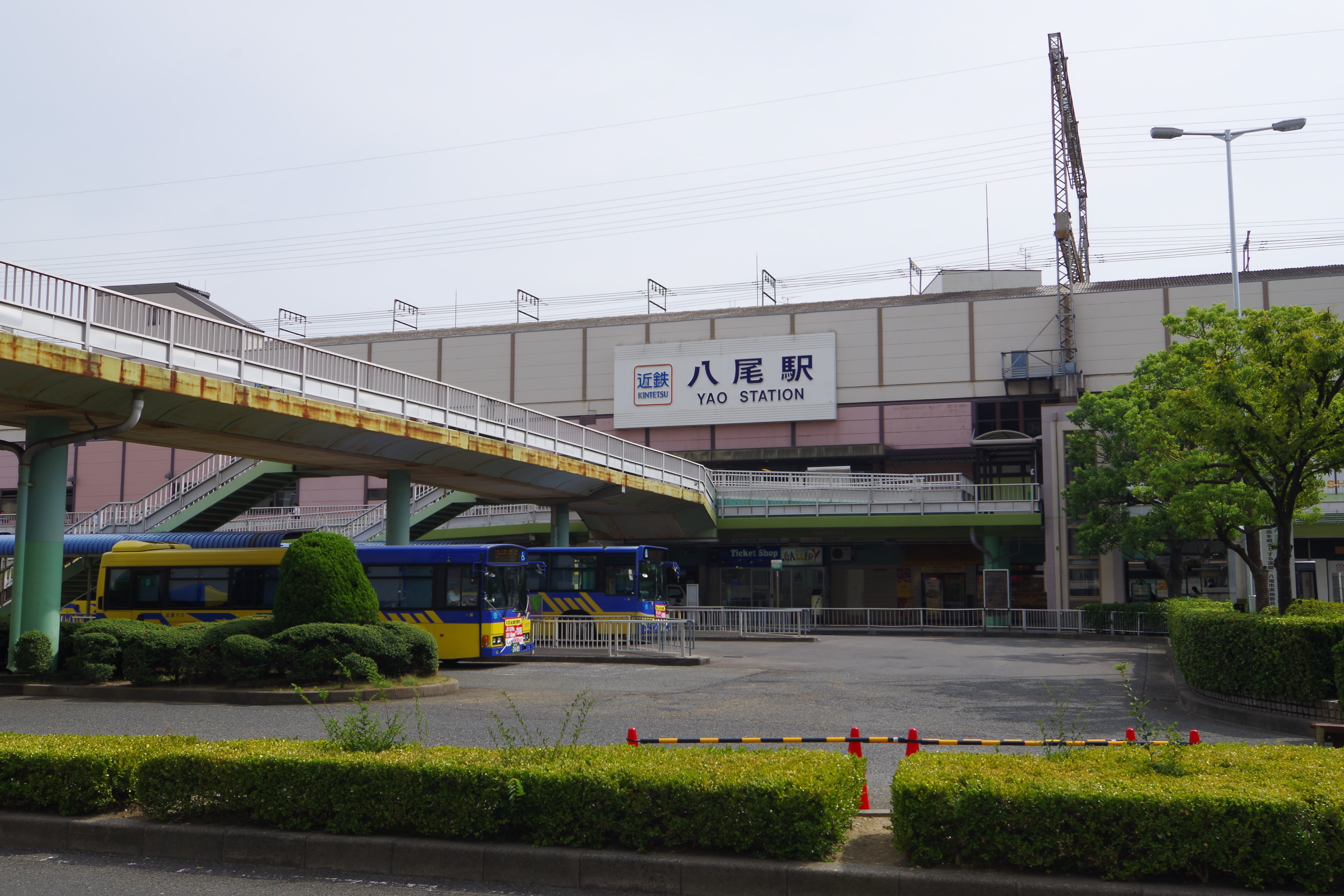
近鐵八尾車站
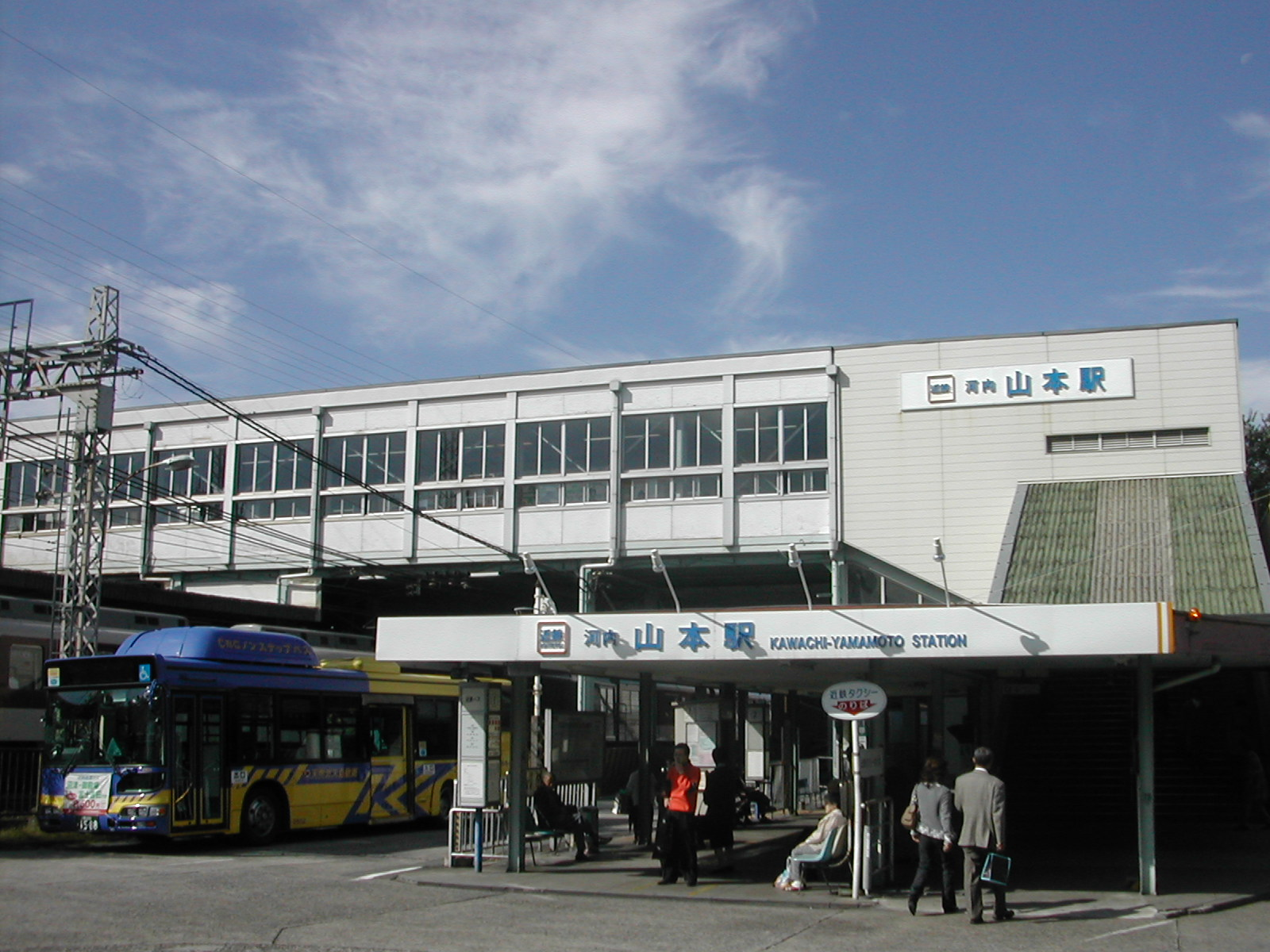
河內山本車站
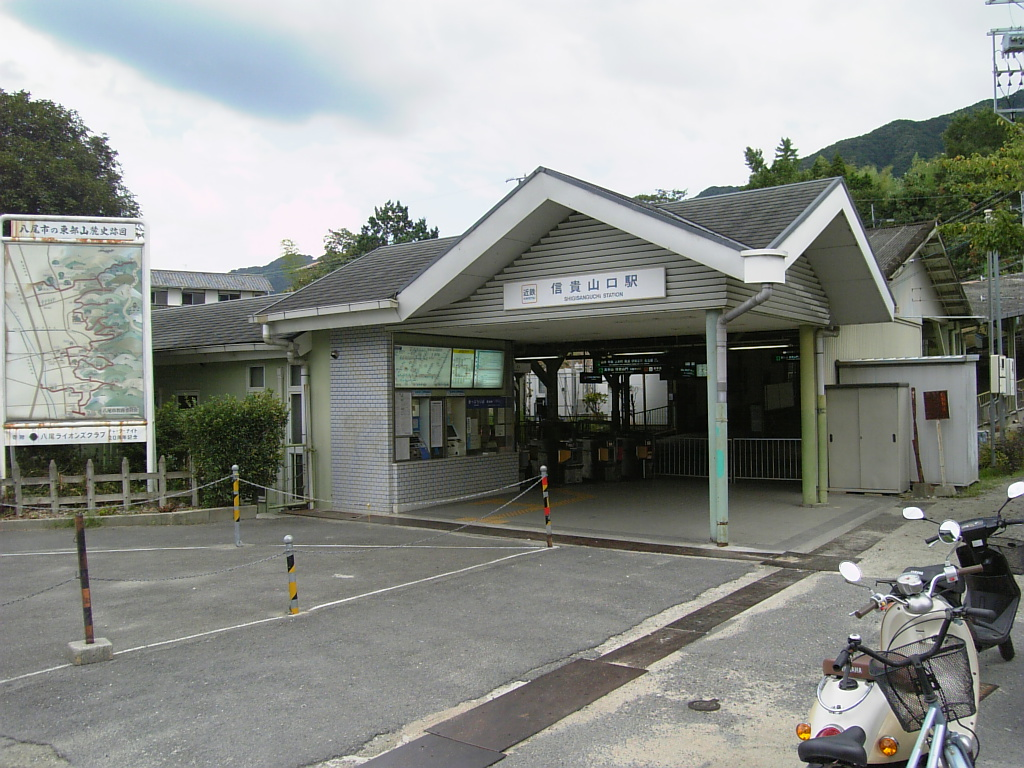
信貴山口車站
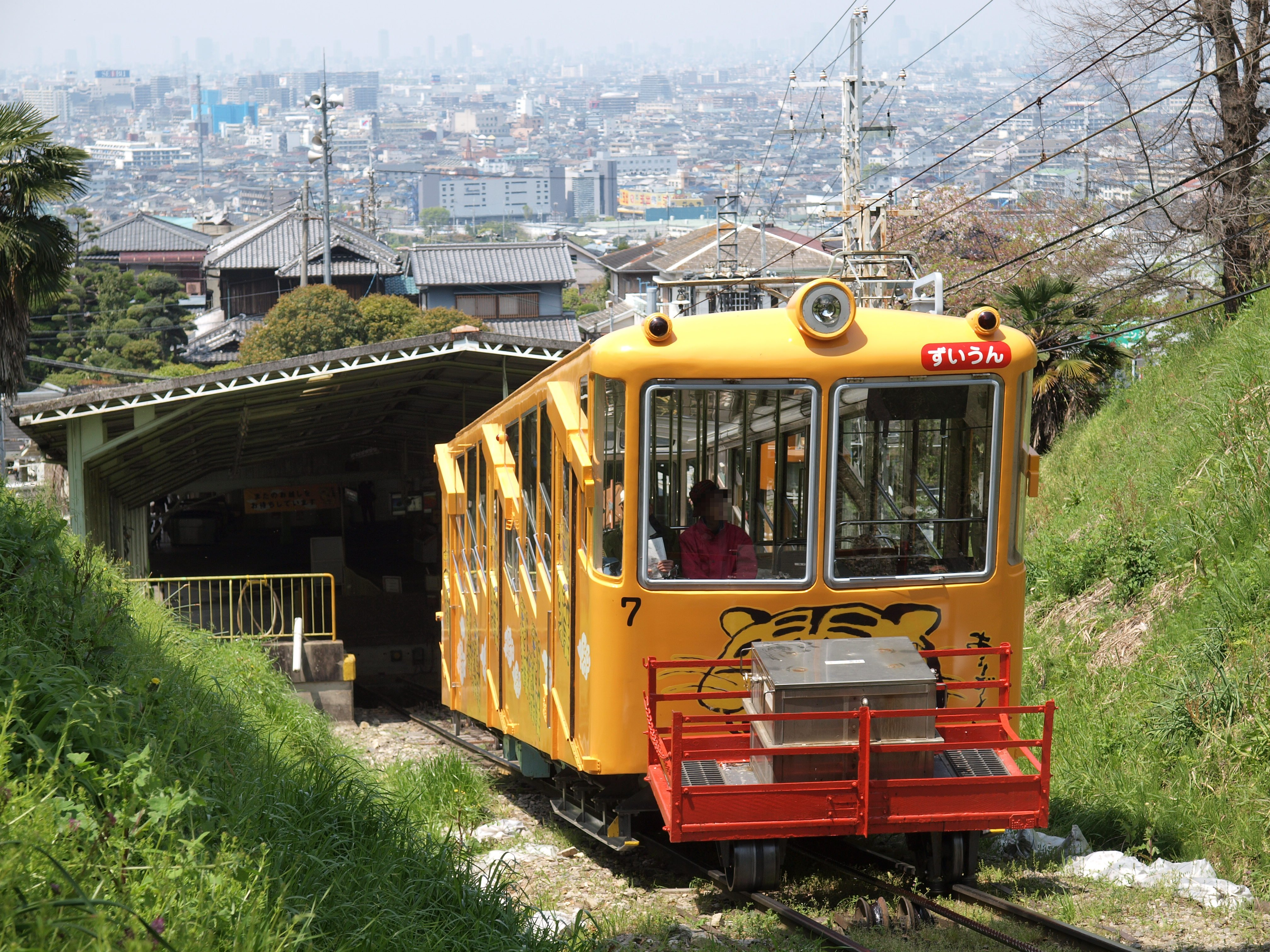
西信貴鋼索線纜車
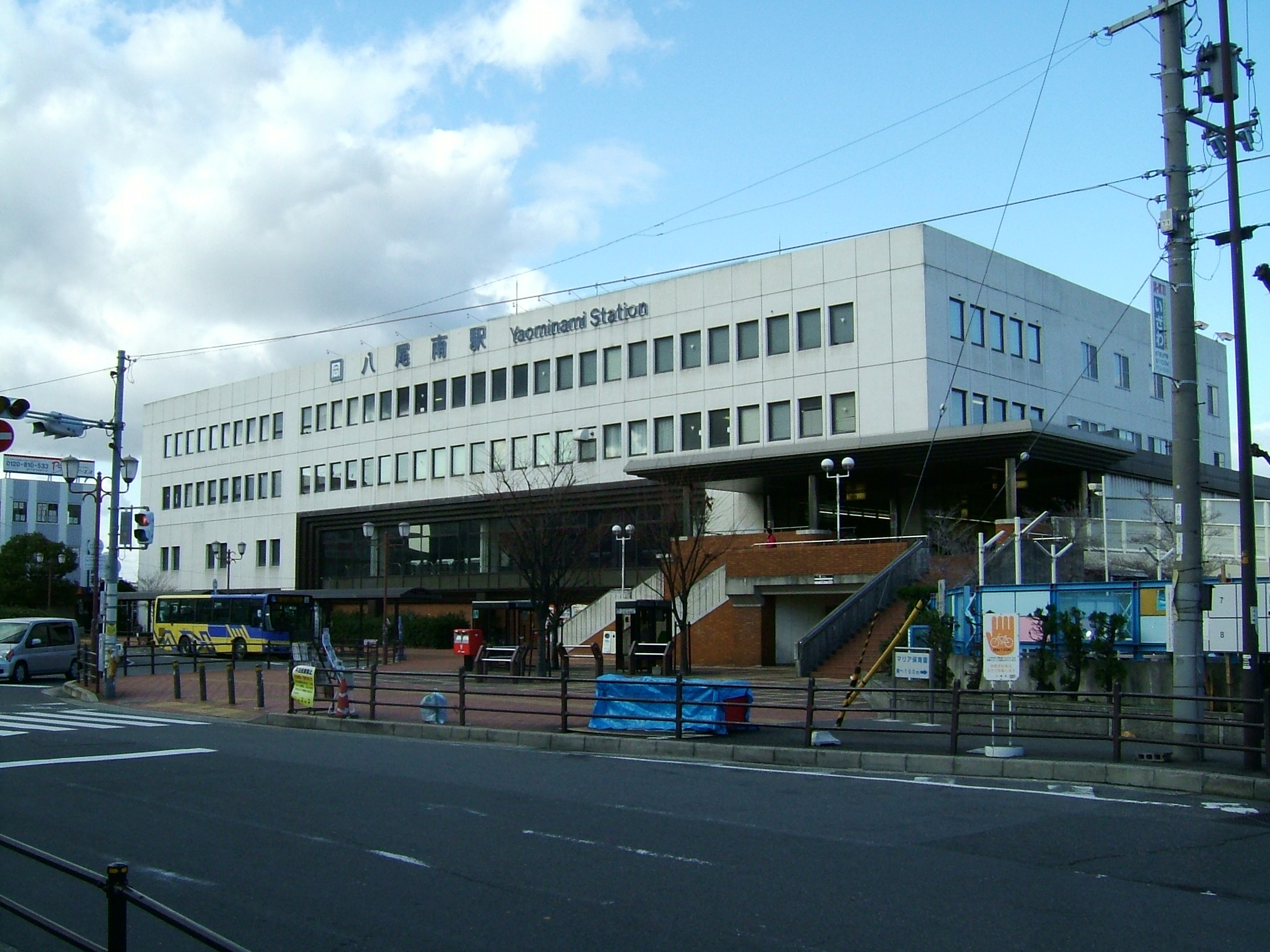
八尾南車站

### 公路
高速道路
- 近畿自動車道：（東大阪市） - 東大阪南交流道 - 八尾交流道（日语：八尾インターチェンジ） - （大阪市）

## 觀光資源

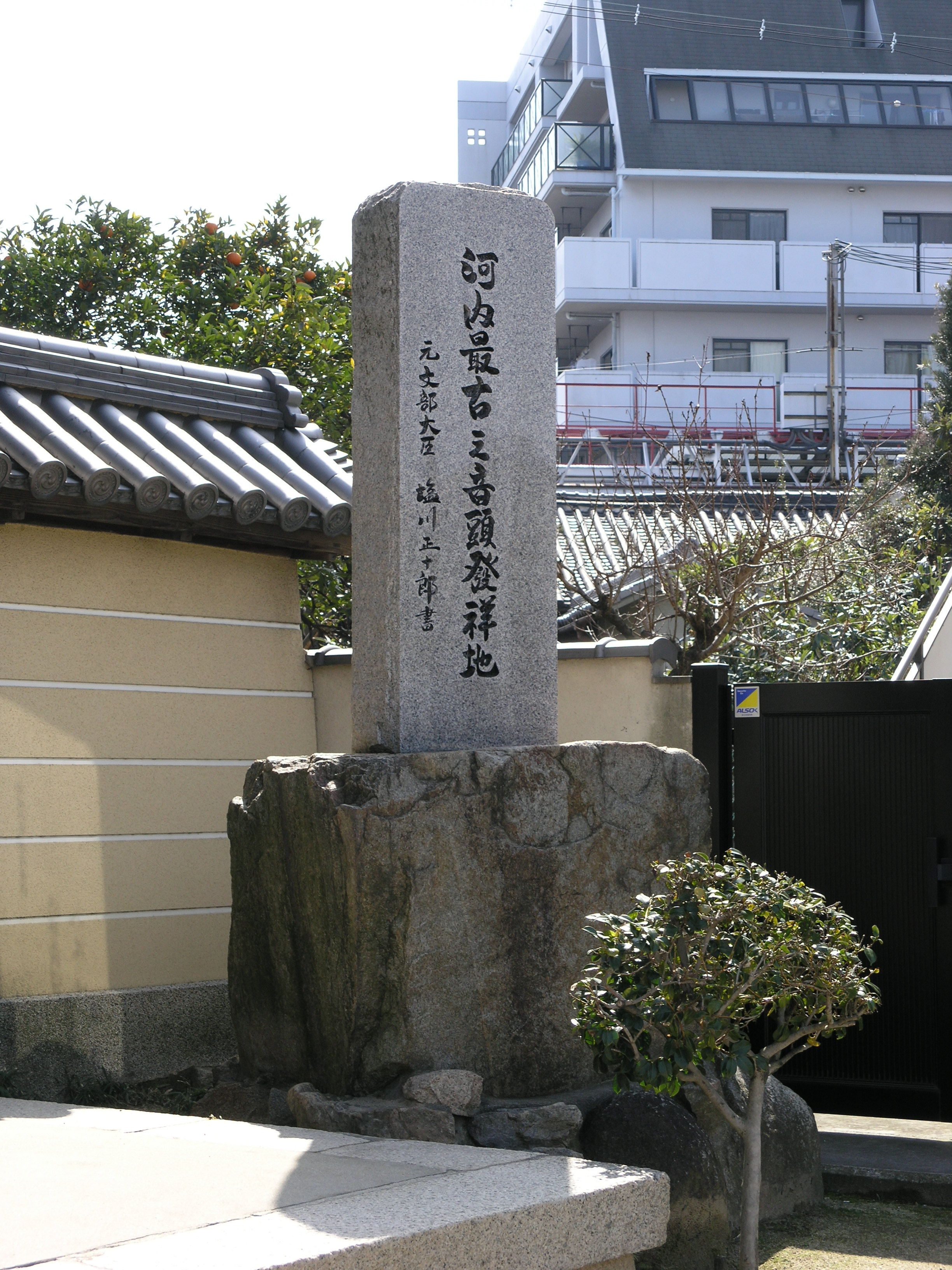
位於常光寺內的河內音頭發祥地碑

河內地區的傳統民謠盆踊河內音頭發源於此地的常光寺，每年夏季會在市區搭設舞台演出，九月上旬則會舉行「八尾河內音頭祭」。

## 教育

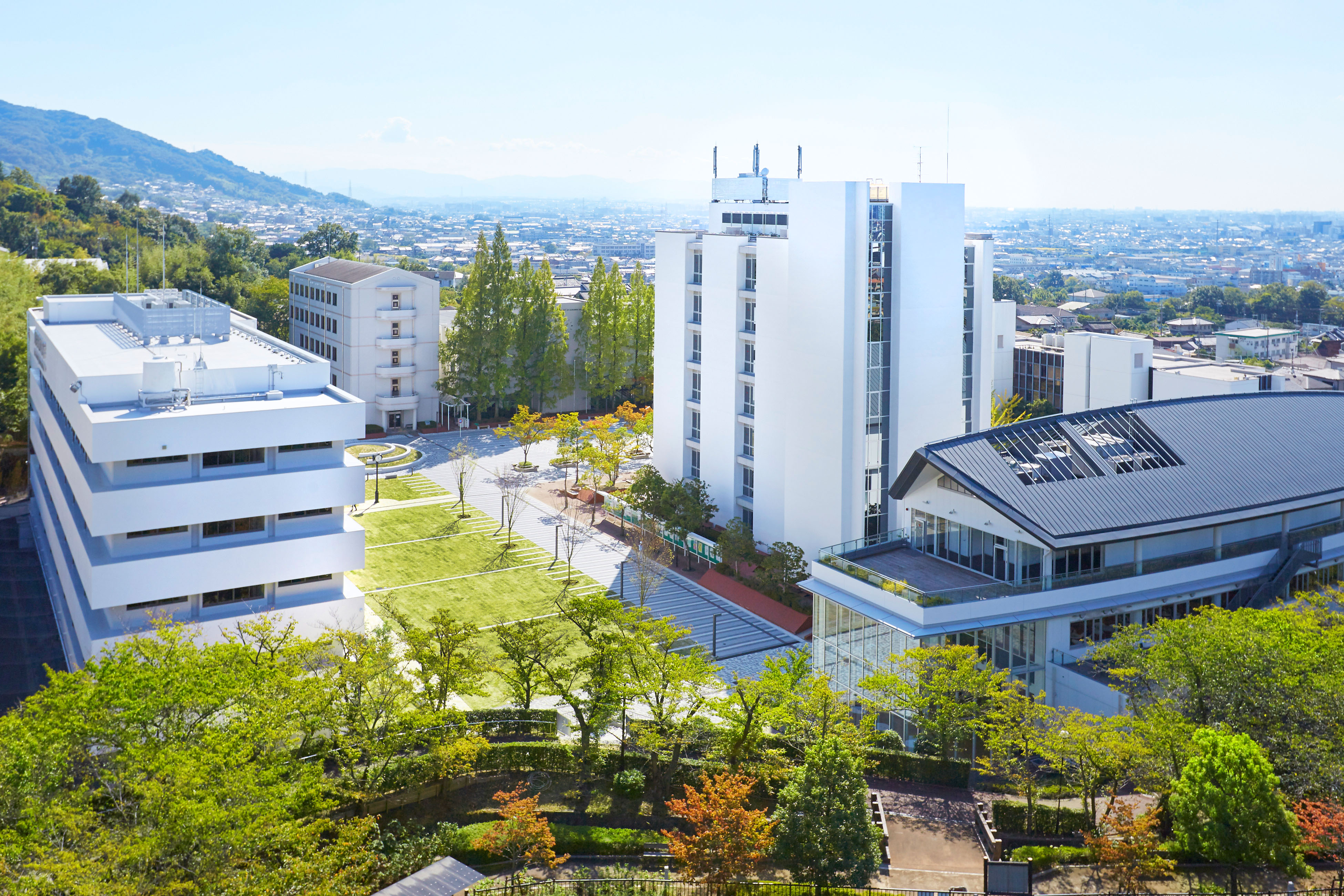
大阪經濟法科大學花岡校區

八尾市內唯一的高等教育學校為大阪經濟法科大學，其在泰晤士高等教育發表的日本大學「國際性」項目排行全日本第二。

## 姊妹、友好城市

### 日本
- 宇佐市（大分縣）[4]
- 和氣町（岡山縣）[5]
- 新宮市（和歌山縣）[6]
- 五條市（奈良縣）[7]

### 海外
- 贝尔维尤（美國華盛頓州金郡）[8]
- 嘉定區（中國上海市）[9]

## 本地出身之名人
- 青木崇高：演員
- 片寄涼太：歌手、演員
- 桑田真澄：棒球選手
- 櫻內渚（日语：櫻内渚）：棒球選手
- 大西秀明：演員、畫家
- 清水翔太：歌手
- 天童芳美：演歌歌手
- 道镜：奈良時代僧人
- 豐川悅司：演員
- 西本雅崇（日语：西本雅崇）：足球選手
- 藤本七海：演員
- 松井一郎：政治人物、大阪府知事
- 三池崇史：電影導演
- 山本匠馬：演員

## 外部連結
- （日語） 八尾市政府的Facebook專頁
- （日語） 八尾市官方Twitter的X（前Twitter）
- （日語） 八尾河內音頭祭（页面存档备份，存于）